# NIDCO
Die National Infrastructure Development Company (NIDCO) ist ein staatliches trinidadisches Bauunternehmen mit Sitz in San Juan. Schwerpunkt des Unternehmens sind Infrastrukturprojekte.

## Geschichte
NIDCO wurde 2005 gegründet. Unternehmenssitz ist San Juan im bevölkerungsreichen East-West Corridor, der zur Metropolregion der Hauptstadt Port of Spain zählt.
NIDCO ist zur jährlichen Publikation eines Finanzberichts verpflichtet. Der letzte veröffentlichte Bericht stammt von 2017. Das Ausbleiben der Finanzberichte beschäftigte 2023 das trinidadische Parlament.
NIDCO ist eng mit dem trinidadischen Politikbetrieb verzahnt. Bei einem Regierungswechsel wird im Regelfall der Chairman der Firma ausgetauscht. Zuletzt geschah dies nach den Wahlen 2025, als der PNM-nahe Chairman Herbert George nach dem Sieg der Oppositionspartei UNC seinen Hut nahm.

## Struktur
NIDCO ist dem Infrastrukturministerium unterstellt. Die Firma plant Infrastrukturprojekte und koordiniert und überwacht den Bau. NIDCO baut nicht selbst, sondern kauft Leistungen von Bauunternehmen und anderen Dienstleistern ein.
Das Unternehmen unterteilt sich in die Bereiche Verkehr, Wassermanagement, Land und Umweltschutz. NIDCO betreibt außerdem den Water Taxi Service, einen Fährservice, der Port of Spain und San Fernando verbindet. Zudem unterhält NIDCO eine Frachtschifflinie, die zwischen Trinidad und Tobago verkehrt. Laut dem letzten veröffentlichten Finanzbericht hatte NIDCO 2017 einen Umsatz von knapp zwei Milliarden Dollar, damals gut 250 Millionen Euro. Stand 2024 hatte NIDCO 262 Mitarbeiter.

## Projekte
Eines der größten NIDCO-Projekte war der geplante Bau des Trinidad Rapid Rail Project (TRRP). Dieses Eisenbahnnetz sollte parallel zum Churchill Roosevelt Highway in West-Ost-Richtung und parallel zu Uriah Butler Highway und Sir Solomon Hochoy Highway in Nord-Süd-Richtung verlaufen und das notorisch überlastete Schnellstraßennetz entlasten. Die ersten Ausschreibungen erfolgten 2006, das Projekt wurde aber 2010 aus politischen Gründen eingestellt.
Das teuerste durchgeführte NIDCO-Projekt war die Erweiterung des Sir Solomon Hochoy Highway von San Fernando nach Debe in der ersten Hälfte der 2010er-Jahre, die rund eine Milliarde Euro kostete und von Korruptionsvorwürfen und Klagen von Bürgerinitiativen begleitet war. Ein weiteres Großprojekt war der Archibald De Leon Highway, eine vierspurige Schnellstraße zwischen San Fernando und Point Fortin, die 2023 eröffnet wurde.
Neben dem Straßenbau sind das Abwassersystem und die Sicherung von Flussufern ein wichtiges Geschäftsfeld von NIDCO. Während der Regenzeit von Juni bis November kommt es in Trinidad regelmäßig zu verheerenden Überflutungen.